# Grand Combin
Il Grand Combin è un massiccio montuoso delle Alpi Pennine occidentali, la cui vetta maggiore raggiunge i 4.314 m s.l.m, in Svizzera, tra la valle di Bagnes e la val d'Entremont, nei territori dei comuni di Bagnes, Liddes e Bourg-Saint-Pierre.

## Caratteristiche

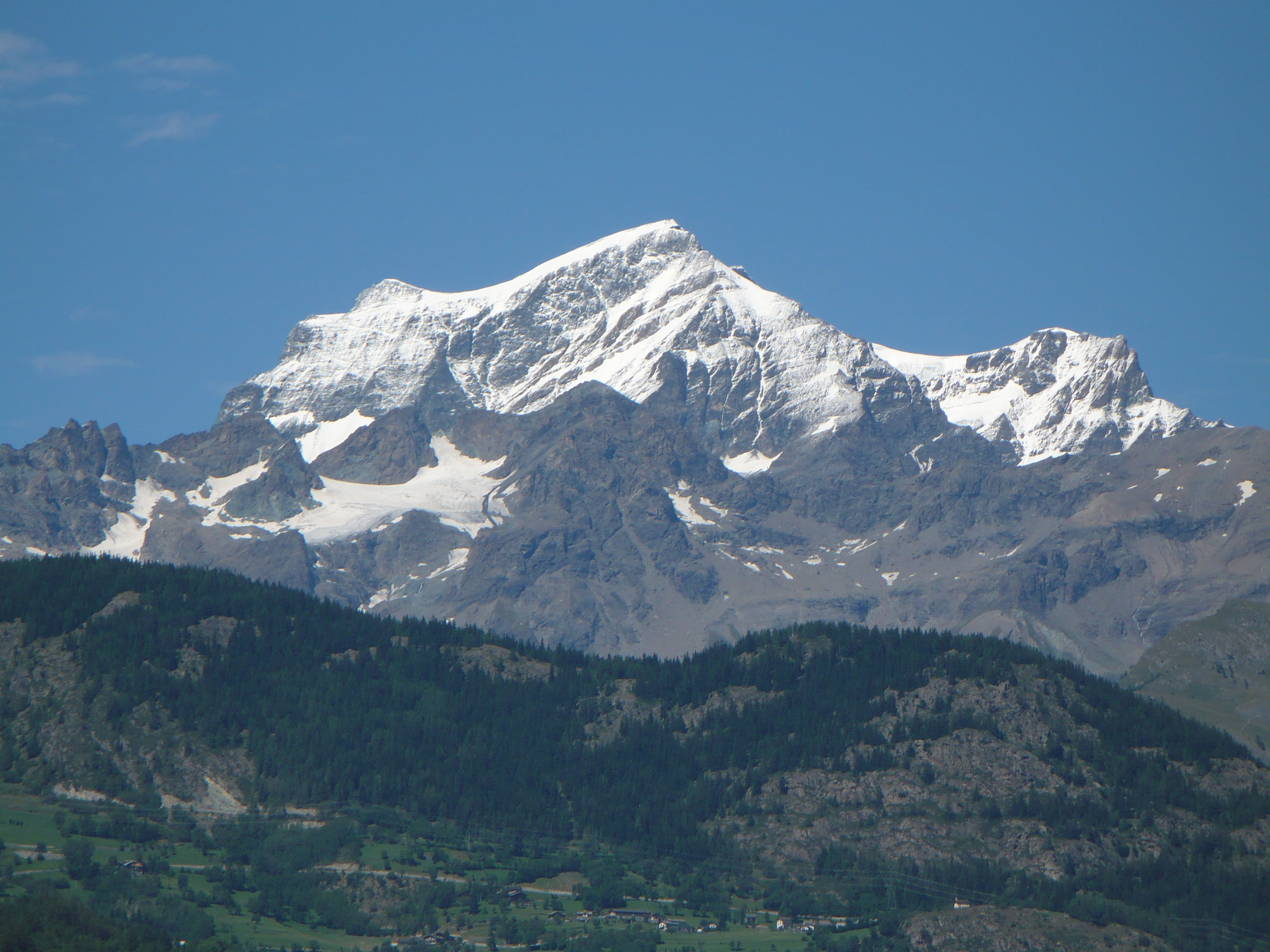
Il Grand Combin visto dal versante italiano. Il Grand Combin de Valsorey si trova a sinistra ed il Grand Combin de Tsessette a destra. Nel mezzo vi è il Grand Combin de Grafeneire.

È lontano dagli altri 4000 delle Alpi Pennine, ed è un maestoso massiccio isolato che si erge subito a nord della cresta di confine italo-svizzera, formando un collegamento tra i massicci più elevati delle Pennine e il gruppo del Monte Bianco.
Sono tre le cime principali che compongono la parte sommitale della montagna:
- il Combin de Grafeneire (4.314 m)[1].
- il Combin de Valsorey (4.184 m)[2].
- il Combin de Tsessette (4.141 m)[3].

Il Combin de Grafeneire (4.314 m), è la seconda vetta più alta della Svizzera romanda.
Oltre a queste vette principali possono essere elencate altre vette minori:
- Aiguille du Croissant - 4.243 m
- Combin du Meitin - 3.622 m

## Geomorfologia
La topografia del Grand Combin è piuttosto intricata. Tra la Val d'Entremont e la Valle di Bagnes ci sono due alte creste, quasi parallele tra loro e con le valli che divergono da una corta cresta trasversale di grande altezza. L'estremità meridionale dello spazio racchiuso tra queste tre creste è un altopiano elevato in gran parte, dove le nubi si accumulano e nutrono il Ghiacciaio di Corbassière che scende da qui per circa dieci chilometri verso nord. Il ghiacciaio è circondato dalle vette del Petit Combin, Combin de Corbassière e Combin de Boveire ad ovest, il Grand Tavé ed il Tournelon Blanc ad est. I ghiacciai più piccoli si trovano sui fianchi esterni come il Boveire e il ghiacciaio del Mont Durand.

## Prime ascensioni
- Il Combin de Grafeneire fu scalato il 30 luglio 1859 da: C. Sainte Claire de Ville Daniel, Emanuel e Gaspard Balleys, B. Dorsaz.
- Il Combin de Valsorey il 16 settembre 1872 da: J.H. Isler J. Gilliez.
- Il Combin de Tsessette il 21 luglio 1894 da: E.F.M. Benecke, H.A. Cohen.[4]

## Vie alpinistiche

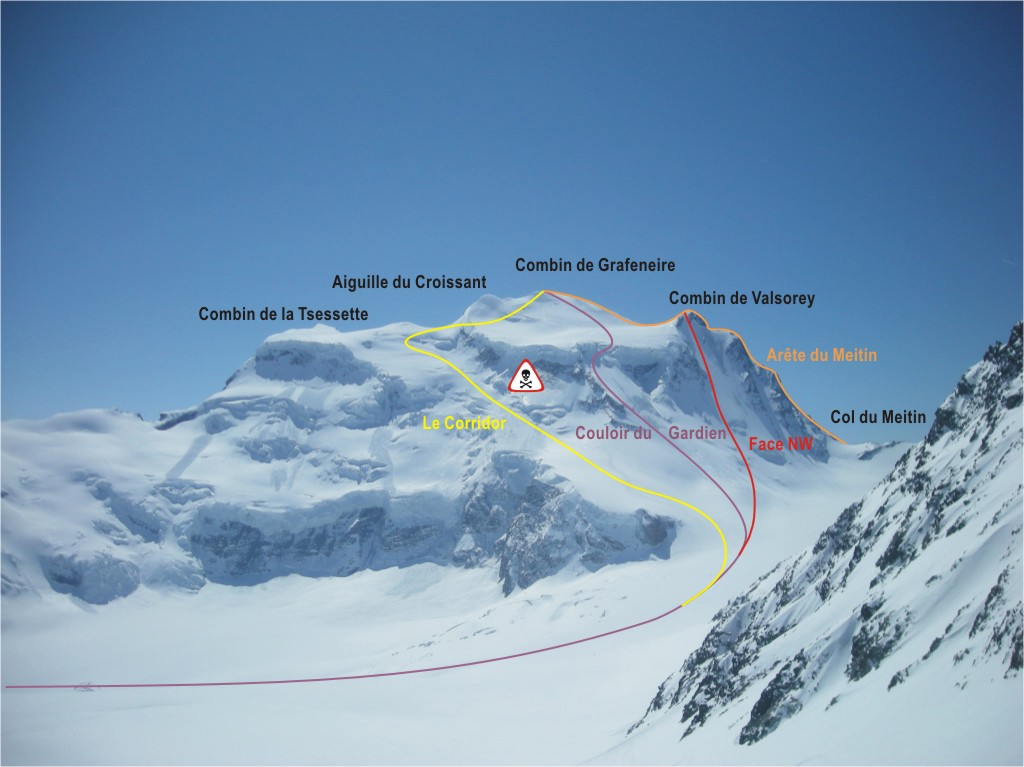
Alcune vie di salita del versante nord.

Lungo i vari versanti sono descritte diverse vie alpinistiche di salita:
- Couloir du Gardien: via del versante nord al Combin de Grafeneire. Si parte normalmente dalla Cabane de Panossière e si risale il lungo Ghiacciaio di Corbassière; arrivati sotto il Grand Combin si attacca il couloir che conduce sulla vetta.
- Le Corridor: via del versante nord al Combin de Tsessette ed al Combin de Grafeneire (molto pericolosa per la caduta di seracchi). Anche in questo caso si parte dalla Cabane de Panossière e si risale il Ghiacciaio di Corbassière. Le Corridor si presenta come via di salita meno ripida ma molto esposta alla caduta di seracchi dall'alto. Salendolo ci si porta tra il Combin de Tsessette ed il Combin de Grafeneire. Il primo resta poi facilmente raggiungibile mentre per arrivare al secondo occorre ancora superare l'impegnativo Mur de la Côte e poi passare sotto oppure in vetta all'Aiguille du Croissant.
- Spalla Isler: via del versante sud al Combin de Valsorey. Si parte dal Bivacco Biagio Musso (raggiungibile dalla Cabane de Valsorey oppure dal Rifugio Franco Chiarella all'Amianthé) e si risale la spalla che conduce direttamente in punta al Combin de Valsorey. Da qui passando per la cresta è possibile raggiungere il Combin de Grafeneire.
- Cresta del Meitin: via del versante ovest al Combin de Valsorey. Si parte dalla Cabane de Valsorey e si risale dapprima verso il Col du Meitin; sopra il colle si attacca la cresta che porta in vetta al Combin de Valsorey.
- Traversata integrale da ovest verso est: partendo dalla Cabane de Valsorey per la Cresta del Meitin si sale Combin de Valsorey; di qui si raggiunge il Combin de Grafeneire; passando per l'Aiguille du Croissant si raggiunge il Combin de Tsessette ed, infine, passando per la Tour de Boussine si scende verso il Lago di Mauvoisin.

## Rifugi alpini
Per facilitare l'ascesa alla vetta e l'escursionismo di alta quota intorno al monte sono costruiti alcuni rifugi alpini:
- Rifugio Franco Chiarella all'Amianthé - 2.979 m (in Italia)
- Cabane de Valsorey - 3.030 m (in Svizzera)
- Cabane de Panossière - 2.645 m (in Svizzera)
- Cabane de Chanrion - 2.462 m (in Svizzera)
- Bivacco Biagio Musso - 3.664 m (in Svizzera).

## Curiosità
Il massiccio del Grand Combin è ben visibile da Aosta. Questo fa del capoluogo valdostano una delle poche sedi amministrativa di livello regionale d'Europa da cui sia possibile ammirare direttamente una cima di altitudine superiore ai 4000 metri.

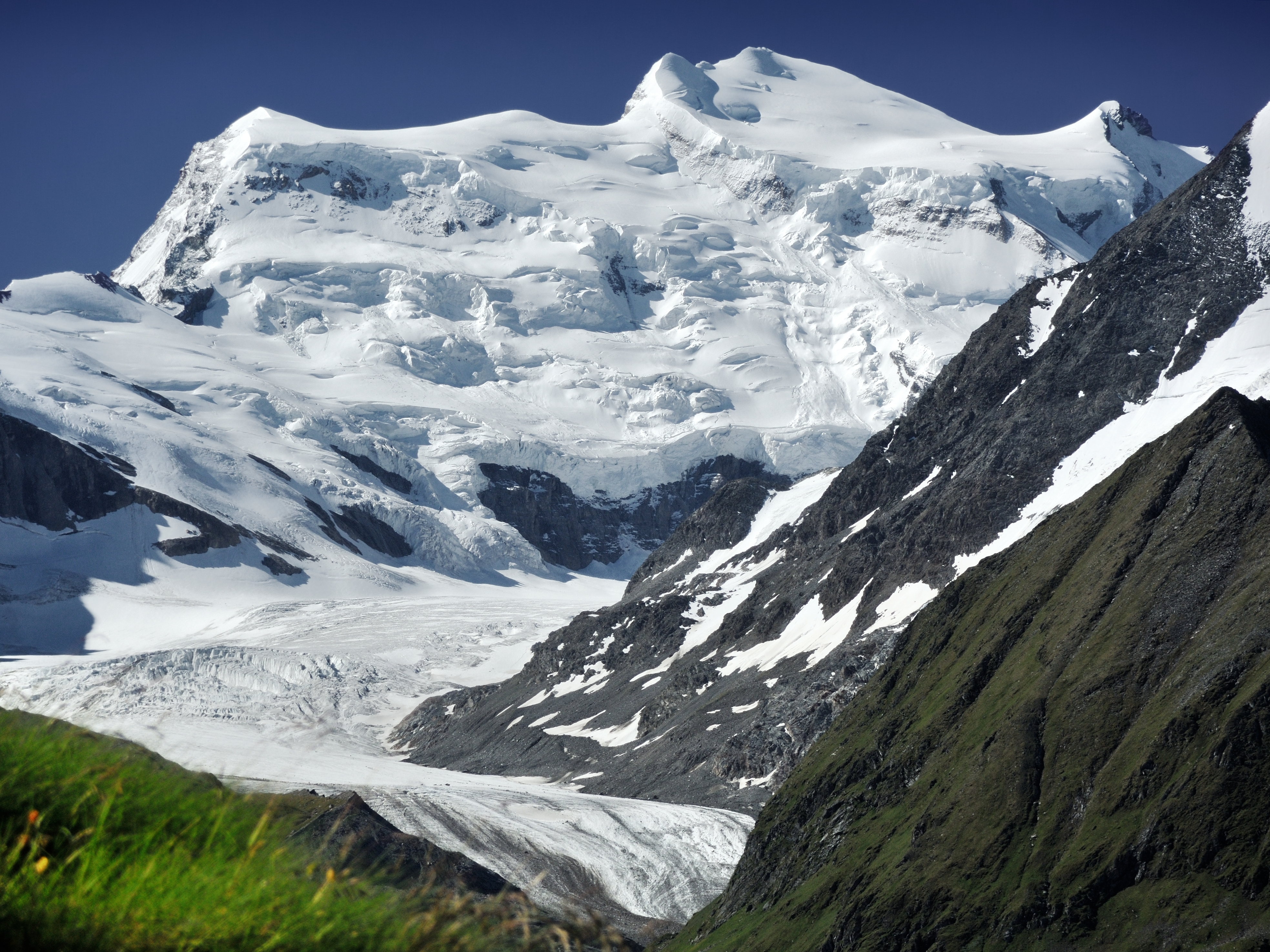
Il Grand Combin ed il ghiacciaio di Corbassière visti da nord.
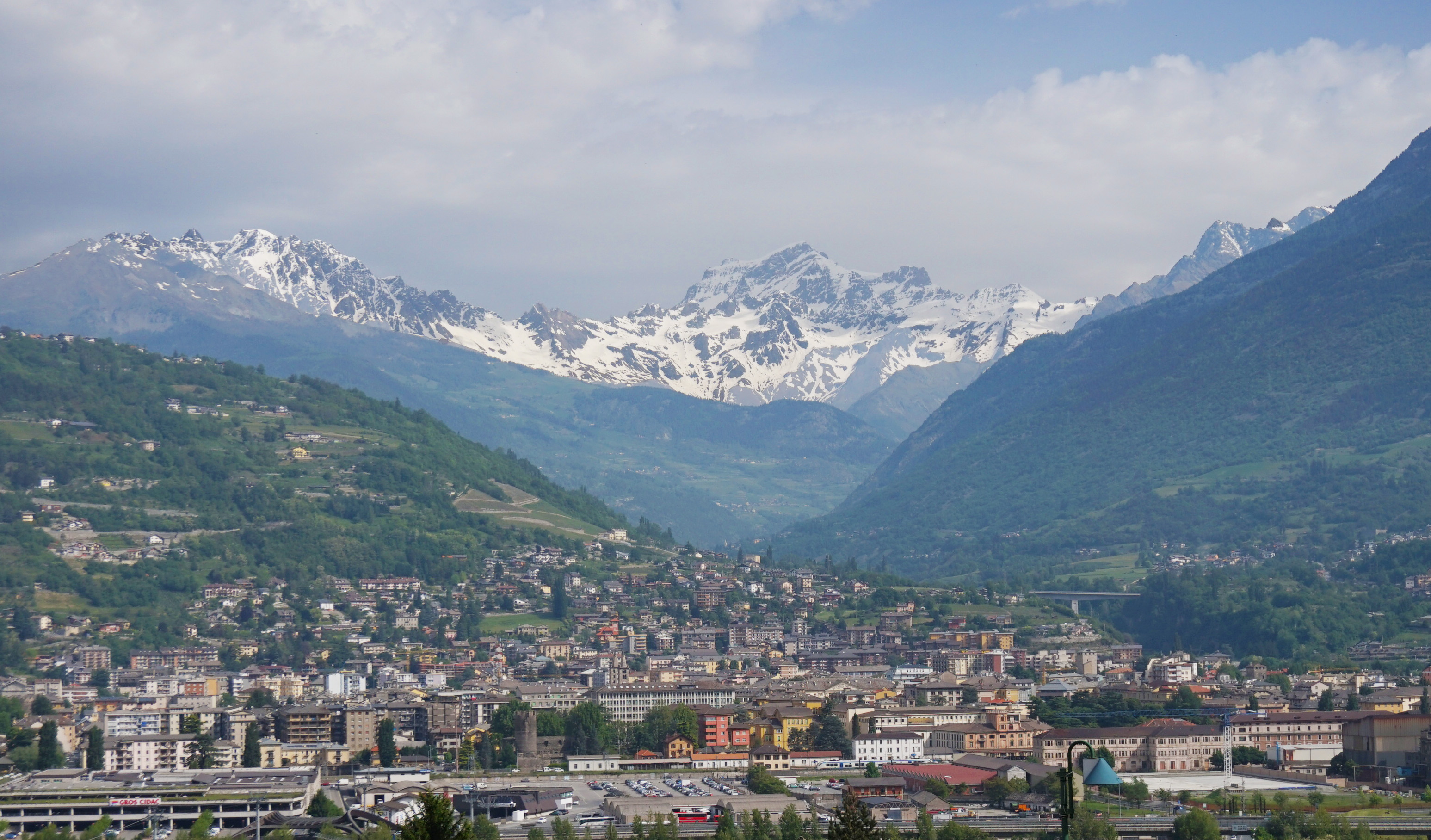
Panorama di Aosta con il Grand Combin sullo sfondo.